# كارل جونز
كارل جونز (بالإنجليزية: Carl Jones)‏ (3 سبتمبر 1986 سندرلاند المملكة المتحدة - ) هو لاعب كرة قدم بريطاني يلعب كمدافع.

## روابط خارجية
- كارل جونز على موقع قاعدة بيانات كرة القدم.إي يو (الإنجليزية)
- كارل جونز على موقع Soccerbase.com (لاعب) (الإنجليزية)
- كارل جونز على موقع Soccerway.com (الإنجليزية)